# Institut de biologie de Lille
Pour les articles homonymes, voir IBL.
Créé en 1996 par le Centre national de la recherche scientifique (CNRS), l'Agence nationale de la recherche (ANR) et le conseil régional, l'Institut de biologie de Lille (IBL) est localisé sur le site de l'Institut Pasteur de Lille. Il collabore également notamment avec l'Université de Lille et l'INSERM. Il a été fondé pour renforcer la capacité de recherche de la région, en accueillant par exemple des groupes de pointe en leur permettant de développer une recherche très compétitive.
Les programmes de recherche initiaux étaient axés sur la génétique humaine, la biologie cellulaire, le cancer, la microbiologie et la biochimie.
L'Institut couvre près de 12 000 m2 et emploie plus de 300 personnes.